# Hymenophyllum hirsutum
Hymenophyllum hirsutum är en hinnbräkenväxtart som först beskrevs av Carolus Linnaeus, och fick sitt nu gällande namn av Olof Peter Swartz. Hymenophyllum hirsutum ingår i släktet Hymenophyllum och familjen Hymenophyllaceae. Inga underarter finns listade.

## Bildgalleri

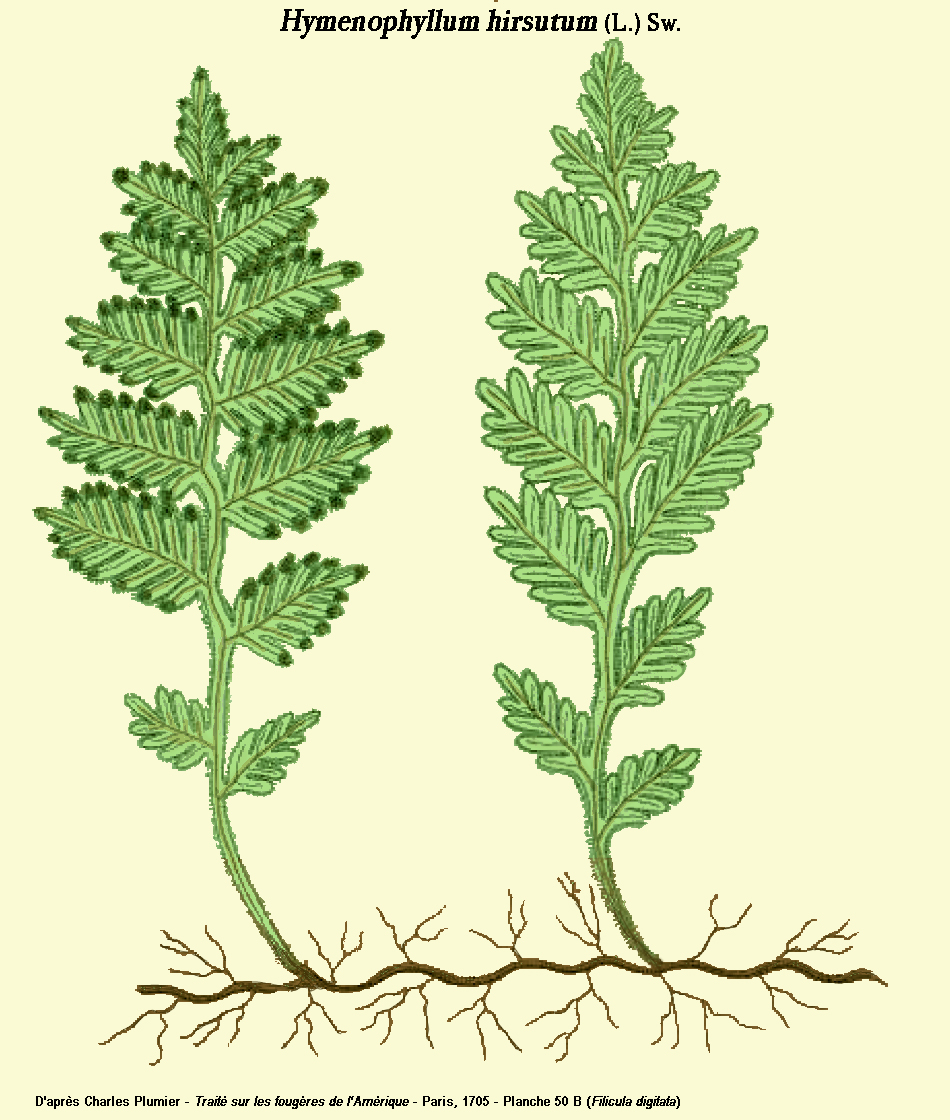
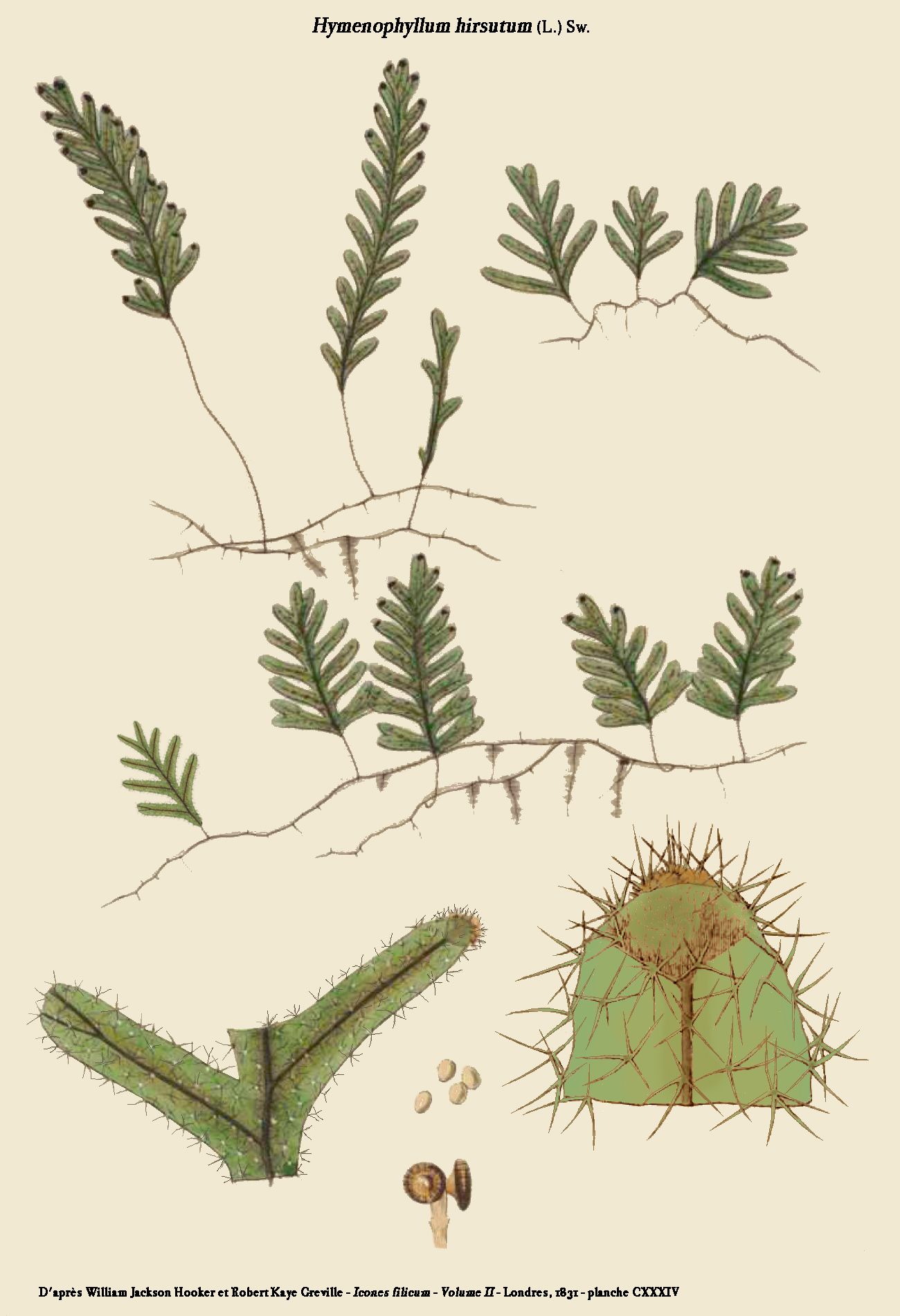